# Augustus Love
Augustus Love   (Weston-super-Mare, 17 d'abril de 1863 - Oxford, 5 de juny de 1940) (Augustus Edward Hough Love) va ser un matemàtic britànic, especialitzat en teoria de l'elasticitat.

## Vida i obra
Love va fer els estudis secundaris a la Wolverhampton Grammar School entre 1874 y 1881. L'any següent va ingressar al St John's College de la universitat de Cambridge amb una beca. Es va graduar el 1885, essent el segon wrangler en els exàmens de matemàtiques d'aquell any. Els anys següents va ser fellow del St John's College, fins que el 1899 va ser nomenat catedràtic de filosofia natural de la universitat d'Oxford, càrrec que va mantenir fins a la seva mort.
Va ser fellow de la Royal Society des de 1894 i secretari de la Societat Matemàtica de Londres durant quinze anys (1895-1910) i el seu president en el període 1912-1913.
Love és recordat pels seus treballs en teoria matemàtica de l'elasticitat i de la propagació de les ones. El seu tractat sobre l'elasticitat, A Treatise on the Mathematical Theory of Elasticity, publicat per primera vegada el 1892-1893 en dos volums, va ser reeditat i ampliat diverses vegades (1902, 1906, 1927), convertint-se en el text estàndard de la matèria durant molts anys.